# کورنلیا فونکه
کورنلیا ماریا فونکه (به آلمانی: Cornelia Funke) نویسندهٔ آلمانی است. وی در ۱۰ دسامبر سال ۱۹۵۸ میلادی در شهر دورستن (Dorsten) آلمان زاده شد. از معروف‌ترین آثار وی سه‌گانه سیاه‌قلب است که کتایون سلطانی در سال ۲۰۰۴ تا ۲۰۰۸ (۱۳۹۱ در ایران) آن را ترجمه کرده است و در نشر افق به چاپ رسیده. بسیاری از کتاب‌های او در حال حاضر به فارسی و انگلیسی ترجمه شده‌اند. ژانر اصلی نوشته‌های او فانتزی و ماجراجویانه است. خانم فونکه در حال حاضر در بورلی هیلز، کالیفرنیا (Beverly Hills, California) زندگی می‌کند.

## زندگی‌نامه
کورنلیا فونکه به سال ۱۹۵۸ در دورستن ایالت وستفالیا، آلمان به دنیا آمد. پدر او کارل هاینز و مادرش هلمی فونکه بودند. کورنلیا در کودکی، آرزو داشته فضانورد یا خلبان شود اما سپس تصمیم گرفت در دانشگاه هامبورگ به تحصیل در رشته علوم تربیتی بپردازد. بعد از پایان تحصیلاتش به مدت سه سال به عنوان مددکار اجتماعی به کار مشغول شد. در این مدت تمرکز او بر کار با کودکان محروم بود. برای مدت کوتاهی به تصویرگری کتاب پرداخت اما خیلی زود با الهام از داستان زندگی کودکانی که پیش تر با آن‌ها کار کرده بود، به داستان‌نویسی پرداخت. او با دو مجموعه کتاب فانتزی کودک با نام‌های "کتاب اشباح" "Gespensterjäger" و "Wilde Hühner" (ترجمه نشده) در اواخر دهه ۸۰ و دهه ۹۰ به عنوان یک نویسنده در آلمان شناخته شد.
کورنلیا فونکه تهیه‌کننده فیلمی از روی کتاب سیاه‌قلب با همین نام نیز بوده‌است.کورنلیا فونکه در بانک اطلاعات اینترنتی فیلم‌ها (IMDb)
در سال ۲۰۱۰، اولین کتاب از مجموعه MirrorWorld (ترجمه نشده) را با کتاب اول Reckless و با کتاب دوم Fearless در به سال ۲۰۱۳ در آمریکا منتشر کرد.

## قلم
در صفحه اصلی وب گاه شخصی اش (http://www.corneliafunke.com) می‌گوید که نقطهٔ حیاتی شروع هر کتاب خوب، یک «فکر» خوب است. او می‌گوید:" آن‌ها از همه جا و از هیچ جا می‌آیند. از بیرون و از درون. من آنقدر "فکر" دارم که نمی‌توانم در یک زندگی، تمام آن‌ها را روی کاغذ بیاورم. شخصیت‌ها بیشتر اوقات وارد اتاقم می‌شوند و بسیار زنده هستند، که گاهی از خودم می‌پرسم: آن‌ها از کجا می‌آیند؟ البته بعضی نتیجهٔ فکر و شخصیت پردازی اند اما بقیه آن‌ها از همان اولین لحظه واقعی اند" و اشاره می‌کند:" گَرداَنگشت (dustfinger) (از کتاب سیاه‌قلب) یکی از زنده‌ترین شخصیت‌هایی بود که در ذهنم ظاهر شد. خانم فونکه به نویسندگان مشتاق می‌گوید: «بخوانید و کنجکاو باشید و اگر کسی به شما گفت که هر چیزی به گونه‌ای خاص است و شما نمی‌توانید آنها را تغییر دهید حتی یک کلمه اش را هم باور نکنید.» کارهای اجتماعی او موضوع نوشتارش را تغییر داده. در شاه دزد، او کودکانی را نشان می‌دهد که در موقعیت سختی هستند، اما همچنان کودک هستند. سیپیو یکبار گفت: «من چون کوچک هستم، دزد خوبی هستم.» کورنلیا قوی بودن کودکان در نوع خود و نه قابلیت رفتار آن‌ها مانند بزرگسالان را ستایش می‌کند.
خیلی از مخاطبان کتاب سه‌گانه سیاه‌قلب می‌گویند طوری در داستان غرق شده‌اند که وقتی داستان را تمام کردند باورشان نمی‌شد که داستان تمام شده‌است. یکی از ویژگی‌های این کتاب این است که نویسنده پایان داستان را باز گذاشته‌است تا مخاطبان به راحتی بتوانند داستان را به شیوه خودشان ادامه دهند و هر سرنوشتی را که می‌خواهند برای شخصیت‌ها رغم بزنند. خیلی از مخاطبان دو آتشه این کتاب دست به نوشتن ادامه کتاب زده‌اند. نویسنده در کتاب سیاه‌قلب به قدرت واژه‌ها اشاره کرده‌است که با بلند خواندن جان می‌گیرند.
خوانندگان این کتاب مو (مورتیمر) (mortimer) شخصیت اصلی کتاب سیاه‌قلب را زنده‌ترین شخصیت می‌بینند.

## زندگی شخصی
خانم فونکه در سال ۱۹۸۱ با رالف فرام ازدواج کرد. دختر آن‌ها آنا در ۱۹۸۹ و پسرشان بن در ۱۹۹۴ به دنیا آمدند. آن‌ها برای ۲۴ سالدر هامبورگ زندگی می‌کردند تا اینکه در ۲۰۰۵ به بورلی هیلز نقل مکان کردند. در مارس ۲۰۰۶، همسر وی به دلیل بیماری سرطان در گذشت.
از سال ۲۰۱۲ کورنلیا فونکه یکی از سفرای برنامهٔ دههٔ گوناگونی سازمان ملل متحد است.

## جوایز
- Kalbacher Klapperschlange در سال ۱۹۹۸ (اژدها سوار)
- Wildweibchenpreis در سال ۲۰۰۰ (مجموعه‌ای از آثارش)
- La vache qui lit در سال ۲۰۰۰ (شاه دزد)
- Kalbacher Klapperschlange در سال ۲۰۰۱ (شاه دزد)
- Preis der Jury der jungen Leser در سال ۲۰۰۱ (شاه دزد)
- Evangelischer Buchpreis در سال ۲۰۰۲ (شاه دزد)
- Corine در سال ۲۰۰۳ (شاه دزد)
- جایزهٔ میلدرد ال. بچلر در سال ۲۰۰۳ (شاه دزد)
- Nordstemmer Zuckerrübe در سال 2003 (Kleiner Werwolf)
- Preis der Jury der jungen Leser در سال ۲۰۰۴ (سیاه‌قلب)
- Phantastik-Preis der Stadt Wetzlar در سال ۲۰۰۴ (سیاه‌قلب)
- Kalbacher Klapperschlange در سال ۲۰۰۴ (سیاه‌قلب)
- کتاب برگزیدهٔ سال از سوی انجمن فروشندگان کتاب آمریکا در سال ۲۰۰۴ (سیاه‌قلب)
- کتاب برگزیدهٔ سال از سوی انجمن فروشندگان کتاب آمریکا در سال ۲۰۰۶ (سیاه‌خون)
- Roswitha Prize سال ۲۰۰۸

روزنامه تایمز، کورنلیا فونکه را در اسم ۱۰۰ نام پرنفوذ سال ۲۰۰۵ قرار داد. در سال ۲۰۰۶، مدال ساکورا توسط گروه بین‌المللی دانش آموزان ژاپن به فونکه تعلق گرفت.

## رمان‌ها
- ارباب دزدها (۲۰۰۰)
- اژدهاسوار (۲۰۰۴)
- وقتی سانتا به زمین افتاد (۲۰۰۶) (ترجمه نشده)
- ایگرن شجاع (۲۰۰۷)
- نجات میسیسیپی (۲۰۱۰) (ترجمه نشده)
- شوالیهٔ روح (۲۰۱۲) (ترجمه نشده)
- اژدها سوار: پرهای گریفین (۲۰۱۶) (ترجمه نشده)[۱۸]

### مجموعه دنیای آینه‌ای
- بی پروا (۲۰۱۰)
- بی‌باک (۲۰۱۳)
- بی عاطفه (۲۰۱۵)

مجموعه ای پنج جلدی است که در ۱۴ دسامبر ۲۰۱۰ در ایران منتشر شد. در حال حاضر فقط جلد اول آن، به نام بی پروا (rekless) توسط فاطمه کمالی ترجمه و منتشر شده‌است.
خلاصه داستان
«جیکوب رکلس، برای نخستین بار در زندگی اش هراسان است …
او در اتاق مطالعهٔ پدرش که بیش از یک سال است ناپدید شده، راز آینه ای را کشف می‌کند که درگاهیست به دنیایی دیگر. سال‌ها مخفیانه به جهانِ آینه رفته و عاشق گنجینه‌ها، رازها و خطرات آنجاست.
اما … زندگی در جهان آینه در حال تغییر است!
برادر کوچکترش، ویل، به دنبال او از آینه می‌گذرد، و نتایج هولناکی به بار می‌آورد. ویل مورد حمله گویلی قرار گرفته و خودش نیز رفته رفته به یکی از آنان تبدیل خواهد شد؛ ماشین کشتار بیرحمی با پوستی سنگی …
مگر آنکه جیکوب بتواند از میان قصه‌های پریان راه نجاتی بیرون بکشد …»

### سه‌گانه سیاه‌قلب
- سیاه‌قلب (۲۰۰۳)
- سیاه‌خون (۲۰۰۶)
- سیاه‌مرگ (۲۰۰۸)

### کتاب اشباح
- ویلای اشباح (۲۰۰۶)
- شکار شبح آتشین (۲۰۰۶)
- در قصر وحشت (۲۰۰۷)
- کتاب طلسم، شب‌ها گرگ می‌شوم (۲۰۰۷)

## کتاب‌های مصور (ترجمه نشده)
- شاهزاده خانم شوالیه (۲۰۰۳)
- دختر دزد دریایی (۲۰۰۵)
- شاهزاده خوکی (۲۰۰۷)
- خوک دزد دریایی (۲۰۱۵)
- اما و غول چراغ جادوی آبی (۲۰۱۵)